# Incendie de Kaohsiung
 (octobre 2021).
Si vous disposez d'ouvrages ou d'articles de référence ou si vous connaissez des sites web de qualité traitant du thème abordé ici, merci de compléter l'article en donnant les références utiles à sa vérifiabilité et en les liant à la section « Notes et références ».
L'incendie de Kaohsiung est un incendie survenu le 14 octobre 2021, vers 3 h UTC+8 dans un immeuble de 13 étages du district de Yangcheng à Kaohsiung, dans le sud-ouest de Taïwan. Au moins 46 personnes sont mortes et 41 ont été blessées. L'incendie a été éteint après environ quatre heures et demie. La cause de l'incendie fait actuellement l'objet d'une enquête. Des tas de débris laissés autour du bâtiment peuvent avoir compliqué les sauvetages et contribué à alimenter l'incendie.
Il s'agissait de l'incendie de bâtiment le plus meurtrier à Taïwan depuis 1995, lorsqu'un bar karaoké à Taichung, dans le centre de Taïwan, a pris feu (en), tuant 64 personnes.

## Contexte
Le bâtiment Chengzhongcheng est un immeuble commercial et résidentiel de 13 étages dans le district de Yangcheng à Kaohsiung. Le maire (en) Chen Chi-mai (en) a déclaré que le bâtiment avait auparavant abrité un cinéma, ainsi que des restaurants et des salons de karaoké, mais a été partiellement abandonné au moment de l'incendie. Les fonctionnaires ont également déclaré que le bâtiment avait 40 ans et que quelques magasins étaient situés dans les niveaux inférieurs. Avant l'incendie, deux étages souterrains ne sont pas utilisés, et le rez-de-chaussée et les premier à quatrième étages sont abandonnés.
Environ 120 ménages vivaient entre le septième et le onzième étage. Le chef des pompiers Lee Ching-hsiu a déclaré que la plupart des résidents étaient âgés et souffraient de maladies physiques ou de démence. Les appartements avaient une superficie de 13 m2 et de nombreux résidents vivaient seuls.
Les habitants ont appelé la tour « le bâtiment fantôme no 1 de Kaohsiung ». Les extincteurs n'avaient été installés que le mois précédent, avec seulement trois par étage en raison du manque de fonds.

## Incendie

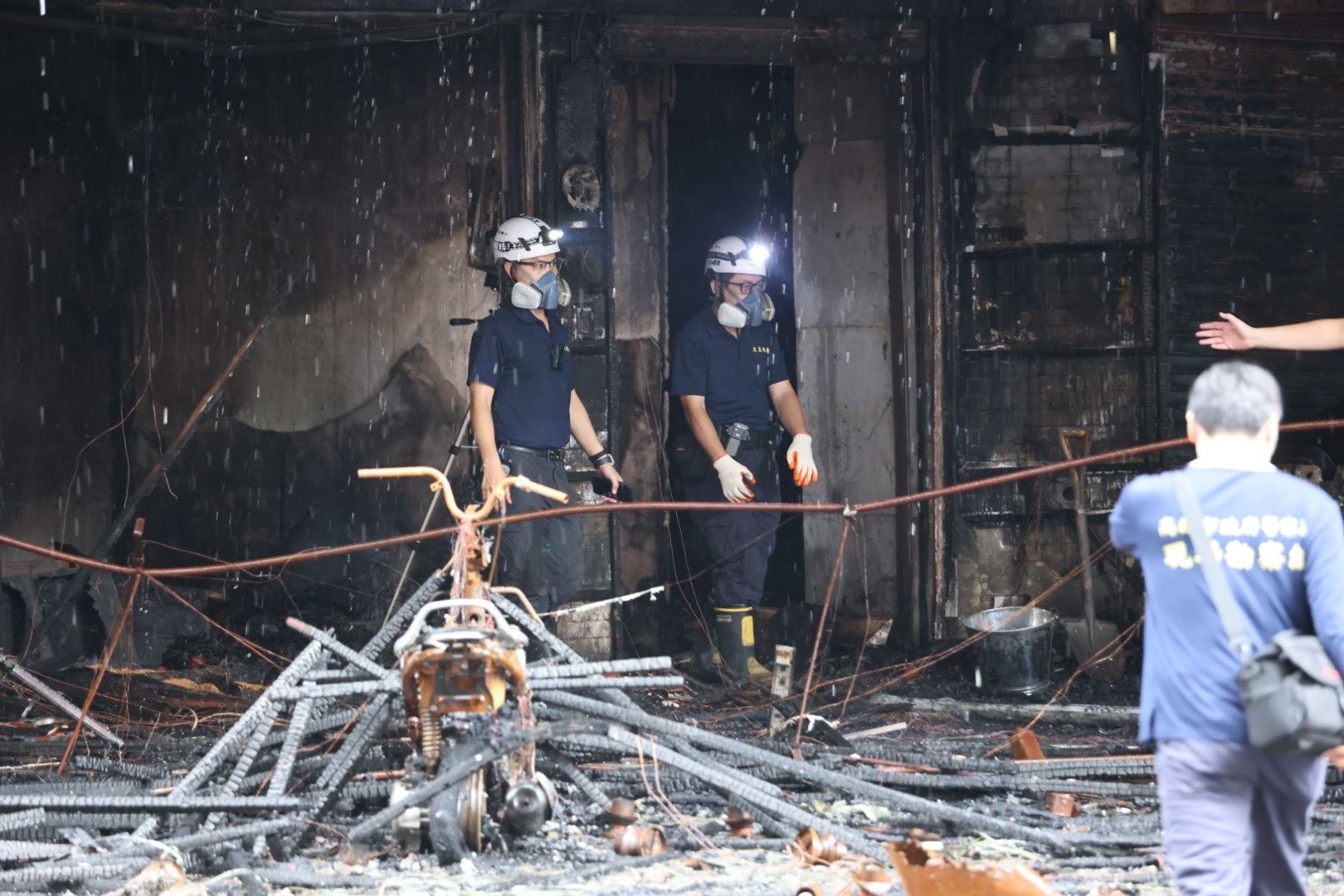
Pompiers de la ville à l'immeuble.

Le service d'incendie de la ville a déclaré que l'incendie avait été signalé pour la première fois à 2 h 54 UTC+8. Les autorités pensent que l'incendie s'est d'abord déclaré au rez-de-chaussée du bâtiment d'un salon de thé. Une survivante a déclaré avoir ouvert sa porte et avoir vu de la fumée noire partout, et d'autres résidents ont déclaré avoir entendu une forte détonation semblable à une explosion avant l'incendie.
Environ 159 pompiers ont répondu à l'incendie avec 75 véhicules de pompiers. Le chef Lee a déclaré que le feu a atteint le sixième étage et a rempli les étages supérieurs de fumée. À midi, au moins soixante-deux personnes avaient été évacuées de l'immeuble, âgées de huit à quatre-vingt-trois ans. Lee a signalé que l'incendie avait été éteint à 7 h 17 UTC+8.
Bien que la cause de l'incendie n'ait pas été signalée immédiatement, la grande quantité de débris et de désordre dans le bâtiment aurait contribué à propager l'incendie et à accroître son intensité. Les débris et l'encombrement ont également entravé les efforts de recherche et de sauvetage et d'évacuation, car de nombreux points d'accès ont été bloqués.

## Victimes
Au total, 46 personnes sont mortes et 41 autres ont été blessées. Initialement seulement sept personnes ont été signalées mortes par les autorités, mais le nombre a augmenté tout au long de la nuit. Trente-deux personnes ont été déclarées décédées sur les lieux de l'incendie et envoyées directement à la morgue, et quatorze autres ont été envoyées à l'hôpital sans aucun signe de vie pour être déclarées décédées à l'hôpital. On s'attendait à ce que le nombre de victimes augmente, car on croyait encore que certaines victimes étaient piégées entre les septième et onzième étages, selon le chef des pompiers de Kaohsiung.

## Conséquences

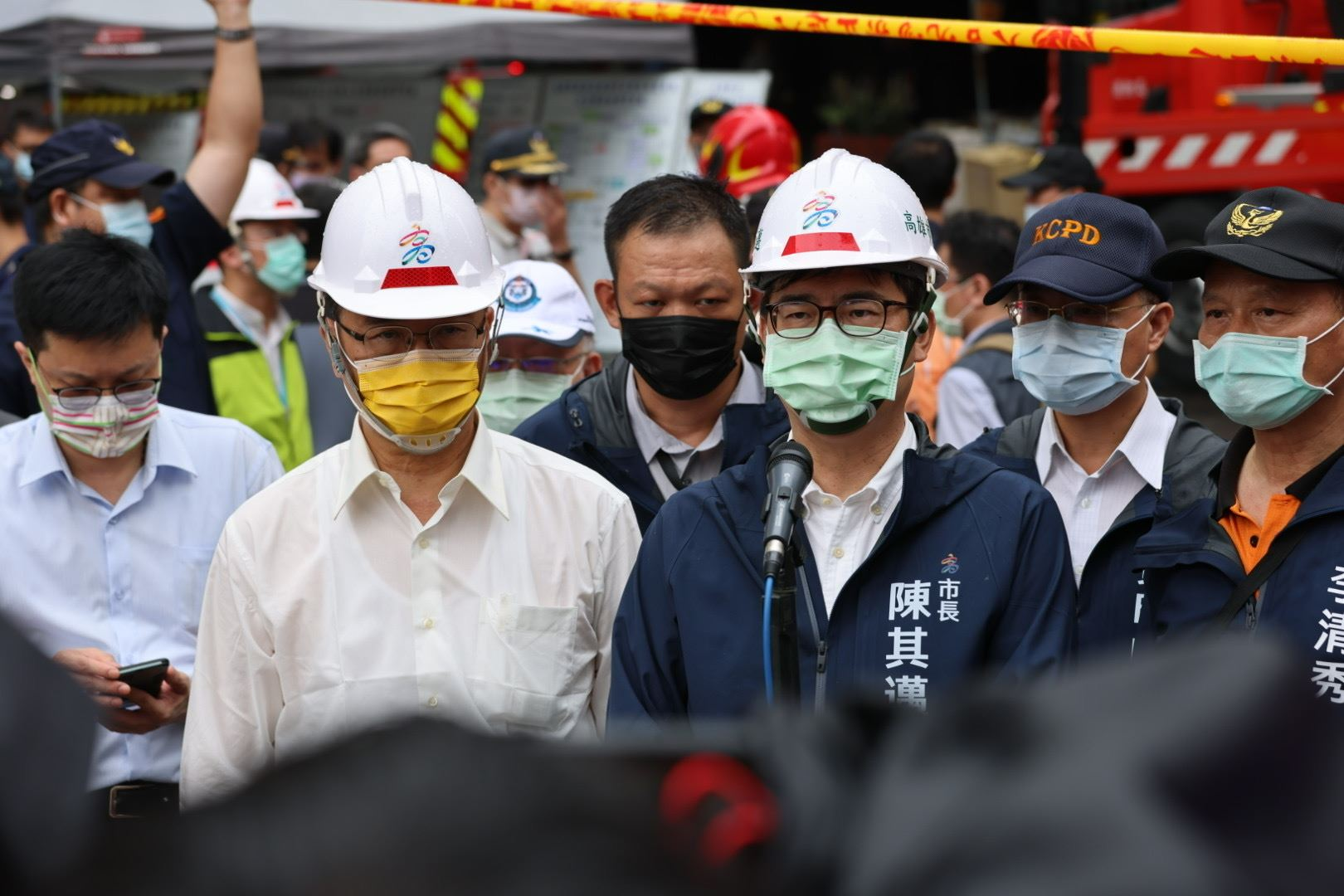
Le maire Chen Chi-mai sur les lieux.

La présidente Tsai Ing-wen a demandé aux autorités d'aider à reloger les personnes touchées. Les autorités ont également ordonné une enquête pour déterminer la cause de l'incendie et n'ont pas exclu la possibilité d'un incendie criminel. La police a convoqué quatre témoins pour l'enquête. Les conseillers municipaux de Kaohsiung (en) ont demandé que la sécurité incendie soit améliorée dans toute la ville, y compris des enquêtes sur les vieux bâtiments, la modification des normes de sécurité et la modernisation des équipements et des infrastructures.